# 124. vestlige længdekreds
Den 124. vestlige længdekreds (eller 124 grader vestlig længde) er en længdekreds, der ligger 124 grader vest for nulmeridianen. Den løber gennem Ishavet, Nordamerika, Stillehavet, det Sydlige Ishav og Antarktis.